# Gyrinus japonicus
Espèce
Gyrinus japonicus est une petite espèce aquatique d'insectes coléoptères de la famille des Gyrinidae, vivant à la surface des points d'eau claire que l'on trouve au Japon, en Corée du Sud et dans l'Extrême-Orient russe. Elle a été définie par l'entomologiste britannique David Sharp (1840-1922).

## Description
Ce petit insecte mesure de 6 millimètres à 7,5 millimètres et vit à la surface des eaux claires et des canalisations des rizières. Il est actif de mars à septembre. Il est de couleur noire aux reflets métalliques brillants.
Cette espèce est souvent élevée dans des aquariums au Japon.

## Sous-espèces
- Gyrinus japonicus japonicus, Sharp
- Gyrinus japonicus francki, Ochs